# Штучні люди Марса
«Штучні люди Марса» — дев'ятий роман Барсумської серії Едгара Райса Барроуза. Публікувався в тижневику Argosy Weekly (випуски від 7, 14, 21, 28 січня і 4 і 11 лютого 1939 р.). Незважаючи на популярність Барроуза, який вже два десятиліття професійно займався літературою, журнали Liberty і Blue Book відкинули рукопис; за право на публікацію автор отримав від Argosy Weekly 1200 доларів. Окреме видання від Edgar Rice Burroughs, Inc. вийшло у березні 1940 р.

## Сюжет
Оповідання ведеться від імені Вор Дая — гвардійця Джона Картера, його розповідь передана на Землю по радіо. Головний герой роману — Джон Картер, Владика Марса.
Принцеса Дея Торіс постраждала в авіакатастрофі — у неї перелом хребта і кращі лікарі Геліума можуть тільки підтримувати в ній життя. Необхідна допомога найздібнішого медика Марса — Рас Таваса, але його місцеперебування невідоме. Операцію міг би зробити його найкращий учень — принц Дахора Вад Варо (землянин Пакстон), тому Владика спішно збирається в дорогу. Помилка автопілота привела Джона Картера і Вор Дая в Фандал — вкрай ізольоване місто у Великих Тунольських Болотах, але не дійшовши до міста, вони були схоплені якимись потворними істотами і відвезені на гігантських птахах — малагорах в невідомому напрямку.
Дуже скоро з'ясовується, що Владика і його гвардієць потрапили в полон до Семи Джед невідомого міста Морбус. Після іспиту — гладіаторського бою, Дотар Соджет (таке марсіанське ім'я Владики) і Вор Дай потрапили в охорону Лабораторії, де і виявили Рас Таваса. Рас Тавас, посварившись із джеддаком його рідного Тунола, винайшов спосіб робити живих істот — хормадів з їхньою допомогою він побудував собі місто і став створювати армію, щоб оселитися у своїй лабораторії в Тунолі. На жаль, найбільш інтелектуальні з хормадів захопили свого творця, змусили імплантувати їхній мозок у тіла червоних марсіан, і створили олігархію Семи Джед, маючи намір підкорити весь Марс.
Вор Дай закохався в дівчину Джанай (її ніяк не можуть поділити Сім Джед), і попросив Рас Таваса пересадити його мозок в тіло хормада Тор-Дур-Бара, щоб потрапити в охорону Третього Джеда. Далі починається війна Семи Джед за верховну владу. Викравши Джанай, Тор-Дур-Бар починає довгий шлях по Туноліанським топам. Спочатку вони потрапили на острів Омпт, де живуть вкрай примітивні гулі, схожі на кенгуру. Потім вони потрапили в місто Амхор, де Тор-Дур-Бар (Вор Дай) потрапив в звіринець.
Йому потрібно за будь-яку ціну повернутися в Морбус, де в лабораторії Рас Таваса зберігається його тіло. Повернувшись в спустошений Морбус, Вор Дай з жахом дізнається, що під час відсутності Рас Таваса протоплазма з якої народжувалися хормади, вийшла з-під контролю і затопила велику частину острова. Незабаром величезний флот Владики Марса прилітає в Морбус і закидає протоплазму запальними бомбами. Тіло Вор Дая вдається врятувати, а Джанай здогадується, що в потворному тілі хормада був мозок Вор Дая, що кохав її.